# Michałów (Wymysłów)
Michałów – przysiółek wsi Wymysłów w Polsce, położony w województwie świętokrzyskim, w powiecie włoszczowskim, w gminie Włoszczowa.
W latach 1975–1998 przysiółek należał administracyjnie do województwa kieleckiego.
Przysiółek był dobrami pobliskiego folwarku Nieznanowice.